# Włodzimierz Kłosiński
Włodzimierz Kłosiński (ur. 1936, zm. 1 stycznia 2018 w Gdańsku) – polski naukowiec, specjalista rybołówstwa dalekomorskiego.

## Życiorys
Studiował w Wyższej Szkoły Rolniczej w Olsztynie. Pełnił funkcję dyrektora przedsiębiorstwa Dalmor w Gdyni. Był redaktorem naczelnym Wiadomości Rybackich. Był także założycielem Gdańskiego Klubu Biznesu.
Otrzymał nagrodę Ministra Nauki, Szkolnictwa Wyższego i Techniki za wdrożenie w polskim rybołówstwie dalekomorskim tzw. polskiej ochrony włoków stosowanych przez trawlery rufowe.